# 青岛市人民会堂
36°03′39″N 120°19′29.7″E / 36.06083°N 120.324917°E
青岛市人民会堂，简称人民会堂，俗称“新建礼堂”，位于山东省青岛市市南区太平路9号，建于1959-1960年，为青岛市重大会议及大型文艺演出重要场所之一，现为市南区一般不可移动文物。

## 历史
青岛市人民会堂的原址原为章高元驻防青岛时期（1892-1897）所建总兵衙门及衙门左营。1958年初，中共青岛市委决定建设人民会堂，为国庆十周年献礼，并选址在总兵衙门旧址。1959年5月上旬动工兴建。建筑由青岛市城建局设计室的刘汉耀、陈铁林、何早英等工程师设计，艺术家石可参与室内装饰设计，青岛市房产局负责施工建设，北京市古建筑施工公司负责内部装修施工。1960年5月30日竣工，同年10月正式投入使用。原总兵衙门建筑群在人民会堂建设过程中陆续拆除。建成后的人民会堂为青岛市政治、文化活动的重要场所，中共青岛市委、青岛市人大、政协的重要大会均在此举行，会堂内亦可举办戏剧演出、音乐会等文艺活动。2000年，人民会堂列入第一批青岛市历史优秀建筑。2012年11月6日列入市南区未核定为文物保护单位的不可移动文物（一般不可移动文物）名录。

## 建筑特色
青岛市人民会堂位于太平路大学路路口北侧，其外观造型、内部结构参考了北京人民大会堂，占地面积1.7万平方米，建筑面积4500平方米（一说占地面积1.8万平方米，建筑面积1.2万平方米），总高25米。平面大致为正方形。地上三层，地下一层，水刷石墙面，平屋顶。正立面位于西南侧，面向太平路及青岛湾，入口以8根花岗岩方形立柱支撑，正门为7扇双开木制大门。两侧墙上各嵌一个以红星和红旗为主题元素的徽标。建筑内部由大厅、中心会场、两处中型会议厅及45个小型会议室组成，可容纳4000余人聚会活动。前厅通高2层，地面铺装水磨石。中心会场上下两层，共有座席1851个；中型会议厅可容纳600余人。建筑内外装饰部分使用了中国传统风格纹饰。

## 图集
- 人民会堂及尚未拆除的总兵衙门部分建筑，约1960年代初，青岛日报摄影师张秉山摄
- 青岛市人民会堂正立面，2019年12月
- 南侧视角，2017年8月
- 临大学路立面，2015年1月
- 内部大厅，2013年12月